# Jean de Bazvalan

Blason des seigneurs de Bazvalan

Jean de Bazvalan (° - vers 1400 à Ambon), est un noble breton ayant servi sous le duc Jean IV de Bretagne.

## Biographie
Seigneur d'Ambon et de Muzillac, Jean de Bazvalan (ou Jehan) est mentionné parmi les chevaliers qui ratifient en 1365 le traité de Guérande qui met fin à la guerre de Succession de Bretagne. Capitaine du château de l'Hermine de Vannes en 1387 lors de l'arrestation du connétable Olivier V de Clisson, Jean de Bazvalan est chargé par Jean IV de Bretagne de l'exécuter pour trahison au profit du camp français. Le duc est toutefois alarmé par les conséquences de cette exécution et suivant les conseils de Bazvalan, qui n'avait pas suivi les ordres de son souverain, il épargna le connétable. En la même année, il est nommé ambassadeur du duc de Bretagne en Angleterre.